# Parcours de l'Amiens SC en Coupe de France
Dernière mise à jour : Fin de saison 2024-2025.
Le parcours de l'Amiens SC en Coupe de France présente les résultats sportifs de l'Amiens Sporting Club, club de football situé à Amiens en Picardie, en Coupe de France de football, compétition annuelle organisée depuis 1917.
Entre 1923 et 1936, l'Amiens AC obtient de bons résultats, participant systématiquement aux 32e de finale de l'épreuve, en se qualifiant à chaque fois pour la suite de la compétition. Le club atteint une fois les demi-finales en 1930 et quatre fois les quarts de finale en 1925, en 1928, en 1931 et en 1934, sans toutefois réussir à remporter la coupe.

## Historique

### Une équipe de premier plan (1920-1937)

#### Apprentissage (1920-1924)
| Édition   | Div. | Tour          | Dernier adversaire  | Lieu | Score |
| --------- | ---- | ------------- | ------------------- | ---- | ----- |
| 1921-1922 | A2   | 8e de finale  | Red Star AC (A1)    | N    | 0–4   |
| 1922-1923 | A2   | 32e de finale | US quevillaise (A1) | D    | 0–3   |
| 1923-1924 | A1   | 16e de finale | FC rouennais (A1)   | E    | 0–1   |

La première édition de la Coupe de France a lieu lors de la saison 1917-1918. À cause de la Première Guerre mondiale, l'Amiens AC ne participe pas aux trois premières éditions. Le club dispute son premier match lors de l'édition 1920-1921, où est battu d'entrée par le Sporting Club de Tourcoing par 2-1.
Dès édition 1921-1922, l'Amiens AC atteint les 8e de finale après avoir passé cinq tours. Le club profite du 32e de finale joué le 4 décembre 1921 face à l'AS française, finaliste du championnat de France dix ans plus tôt, pour inaugurer son nouveau terrain rue Louis Thuillier, se qualifiant par 2-1. Malheureusement, les Amiénois sont opposés en 8e au Red Star AC, vainqueur en titre et meilleur club de France de l'époque, et ne peuvent rien face au futur double vainqueur de la compétition, battues 4-0.
Cette bonne performance permet au club de démarrer dès les 32e de finale lors de édition 1922-1923, mais l'Amiens AC est éliminé dès les 16e de finale par l'US quevillaise. L'édition suivante, l'Amiens tombe 1-0 en 8e de finale face au FC rouennais, demi-finaliste en 1922 et 1923, le Journal d'Amiens parlant toutefois de « glorieux échec » pour saluer la prestation des Amiénois.

#### Premiers quarts de finale (1924-1929)
| Édition   | Div. | Tour            | Dernier adversaire      | Lieu | Score |
| --------- | ---- | --------------- | ----------------------- | ---- | ----- |
| 1924-1925 | A1   | Quart de finale | FC Cette (A1)           | N    | 0–1   |
| 1925-1926 | A1   | 8e de finale    | FC rouennais (A1)       | N    | 1–7   |
| 1926-1927 | A1   | 16e de finale   | US quevillaise (A1)     | E    | 0–2   |
| 1927-1928 | A1   | Quart de finale | Red Star Olympique (A1) | N    | 3–4   |
| 1928-1929 | A1   | 8e de finale    | US boulonnaise (A1)     | N    | 0–1   |

Le championnat de France n'apparaissant qu'en 1932 en même temps que la professionnalisation des clubs français, la Coupe de France est l'occasion pour les Amiénois de se mesurer aux meilleures équipes des autres Ligues régionales.
Ainsi, lors de l'édition 1924-1925, l'Amiens AC, lui-même champion du Nord en titre, s'impose en 16e de finale 3-0 face au Cercle athlétique messin, déjà quadruple champion de Lorraine,. Vainqueur du Sporting Club nîmois au stade Bergeyre de Paris en 8e de finale, l'Amiens AC se qualifie dès 1925 pour son premier quart de finale. Le club affronte à Marseille le terrible Football Club de Cette, quintuple champion du Sud-Est et double finaliste de la Coupe de France en titre. Les Amiénois sont éliminés 1-0, au bout de la prolongation, mais ont néanmoins, en peu de temps, montré qu'ils pouvaient désormais rivaliser avec les meilleurs clubs français.
En 1925-1926 et 1926-1927, l'Amiens AC est éliminé coup sur coup par les Normands du FC rouennais puis de l'US quevillaise, qui atteindra la finale. L'élimination face au FC rouennais en 8e de finale, sur le score lourd de 7-1, laissera des traces. Le gardien Fernand Cappronier, au club depuis 3 ans, est accusé d'avoir laissé filer le match. Suspendu pendant 6 mois de ses droits de membre du club, il ne rejouera plus jamais avec l'Amiens AC,.

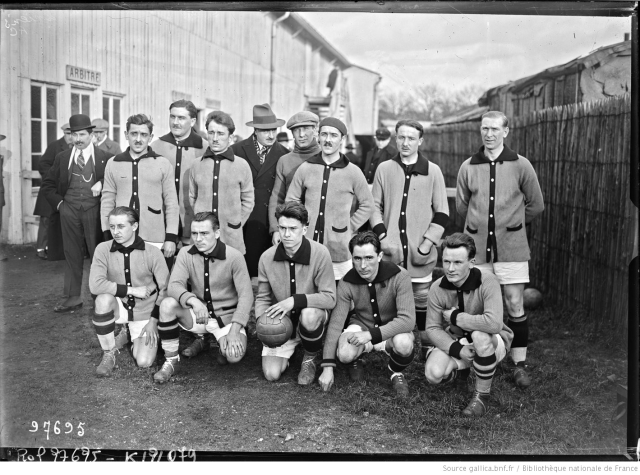
L'Amiens AC le 28 décembre 1924 avant son 32e de finale face au Standard AC.
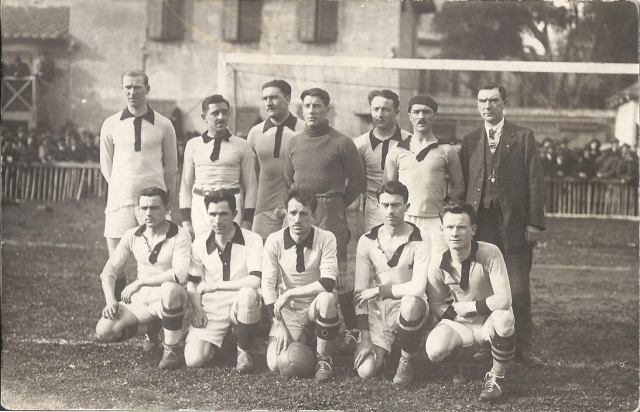
L'Amiens AC le 1er mars 1925 avant son quart de finale face au FC Cette.
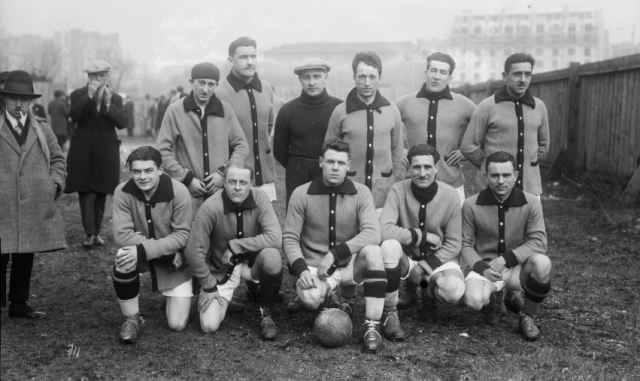
L'Amiens AC le 19 février 1928 avant son 8e de finale face à l'Olympique de Marseille.

Après deux saisons décevantes en Coupe, l'Amiens AC retrouve les quarts de finale lors de l'édition 1927-1928. En chemin, les Amiénois éliminent le CA Sports généraux, double vainqueur de la Coupe en 1919 et 1925, puis le Stade rennais UC 7-3, en inscrivant cinq buts en deuxième mi-temps alors que le club était mené 2-3 à la mi-temps, pour défier en 8e de finale l'Olympique de Marseille, double vainqueur en titre et qui n'a perdu qu'un seul match de Coupe de France depuis 5 ans.
L'Amiens AC va créer l'exploit face au meilleur club de France de l'époque. Le 5 février 1928, à Lyon, les deux équipes finissent sur un match nul 4-4 et doivent rejouer le match. Les deux équipes se retrouvent le 19 février à Paris, et pour l'occasion, deux trains emmènent 2 000 supporters Amiénois assister au match,. La deuxième manche est tout aussi disputée, et tourne finalement à l'avantage des Amiénois, qui l'emportent 3-2. La presse marseillaise se plein de l'arbitrage, mais Gabriel Hanot, dans Le Miroir des Sports, tranche : « Amiens a gagné et c’est justice ».
Pour son deuxième quart de finale, l'Amiens AC est opposé à Tourcoing à l'autre grand club des années 1920, le Red Star Olympique, triple vainqueur de l'épreuve en 1921, 1922 et 1923. De justesse, le club s'incline 3-2, et laisse le club parisien partir à la conquête de son quatrième titre dans l'épreuve. Lors du match, Paul Nicolas, l'avant centre international du Red Star inscrit deux buts. Il rejoindra quelques mois plus l'Amiens AC et y jouera sept ans.
Avec l'arrivée de Nicolas, l'Amiens AC espère passer un cap mais est éliminé en 8e de finale de l'édition 1928-1929 par l'US boulonnaise.

#### Première demi-finale (1929-1930)
| Édition   | Div. | Tour        | Dernier adversaire | Lieu | Score   |
| --------- | ---- | ----------- | ------------------ | ---- | ------- |
| 1929-1930 | A1   | Demi-finale | RC France (A1)     | N    | 1–1 1–3 |

L'Amiens AC réalise le plus beau parcours de ses 99 premières années d'existence lors de l'édition 1929-1930 en atteignant les demi-finales. Le club élimine la Jeunesse athlétique de Saint-Ouen et le Racing Club d'Arras pour se qualifier en 8e de finale face au rival du Racing Club roubaisien. Les deux équipes, qui se sont partagées les titres de champions du Nord entre 1923 et 1927, se connaissent par cœur, d’autant que nombre de joueurs des deux équipes jouent régulièrement ensemble en équipe du Nord.
Le match a lieu à Tourcoing le 2 février 1928 ; en championnat, lors du dernier match, les Roubaisiens sont venus battre les Amiénois 2-0. Cette fois-ci, devant 10 000 spectateurs, le duel tourne à l'avantage de l'Amiens AC, lui l'emporte 1-0 au bout de la prolongation grâce à un but de Paul Nicolas. En quart de finale, l'Amiens AC est de nouveau opposé à une équipe du Nord, l'Union Racing Dunkerque-Malo, demi-finaliste l'édition précédente. Au bout de quelques minutes, le match est arrêté ; le public proteste car les deux équipes jouent avec les mêmes couleurs, bleu azur et noir pour Amiens, bleu clair et blanc pour Dunkerque ! Les Amiénois rentrent aux vestiaires enfiler un maillot rouge et reviennent sur le terrain pour se qualifier 2-1.
Pour la première demi-finale de son histoire, l'Amiens AC est opposé le dimanche 6 avril 1930 au Racing Club de France. Ce grand club Parisien d'avant-guerre, qui a récemment fortement investi dans le recrutement d'internationaux français, revient sur le devant de la scène. Amiens est quelque peu lésé dans l'organisation : alors que les demi-finales sont censées, comme pour les éditions précédentes, se tenir sur terrain neutre, le match est organisé sur la pelouse légendaire du Racing, le stade olympique Yves-du-Manoir à Colombes.
Pour l'occasion, les supporters amiénois se déplacent en masse. L'Amicale des supporters organise un déplacement spécial en train. Environ 2000 supporters seront présents, acheminés en grande partie par des trains spéciaux mis en place par la Société des transports en commun de la région parisienne entre la gare Saint-Lazare et la gare du Stade. Pour préparer le match, l'Amiens AC, qui n'a plus d'entraineur depuis 1927, loue pour l’occasion les services de Bob Fischer, l’entraîneur autrichien du Club français. Les deux équipes, malgré une prolongation, se quittent sur le score de 1-1. Le match est donc à rejouer. Côté amiénois, le fait de jeu principal est la blessure de Paul Nicolas au bout de 5 minutes de jeu. Les changements n'existant pas à l'époque, il reste sur le terrain. Lors de la prolongation, il aura le but de la qualification au bout du pied, mais handicapé par sa blessure, il sera dans l’incapacité de pousser le ballon à seulement un mètre du but.
Les deux formations se retrouvent le samedi 19 avril 1930, toujours à Colombes. Dans la semaine, Bob Fisher a prêté à l'entrainement une attention particulière à l'arrière Viseur, appelé à remplacer le titulaire André Lapierre. Paul Nicolas semble quant à lui rétabli de la blessure musculaire, ce qui incite le club à l'optimiste. L'Amiens AC domine largement la première mi-temps, mais ne mène que 1-0 à la pause grâce à un but de Marcel Braun sur une passe d'Ernest Libérati. Marcel Galey, déjà buteur lors du premier match, égalise pour le Racing à la 67e minute. À 10 minutes de la fin, le destin des Amiénois bascule sur une occasion qui fera la légende du club. Le Racing prend l'avantage sur une action confuse : sur un centre, Ozenne et Veyssade, deux Racingmen, sautent. Pour Match, les deux joueurs « s'écroulent ensemble dans les buts avec la balle » ; pour L'Auto, « l'un des deux joueurs marque de la tête » ; pour le Miroir des sports, « la balle frappe l'un et l'autre et pénètre dans le but ». Mais pour le Progrès de la Somme, l'action est clair : « Ozenne met gentiment le ballon au filet avec les deux mains ».
Urbain Wallet, placé à côté de l'action, proteste vertement auprès de l'arbitre. Il le prends par le bras, le secoue par les épaules et lui demande d'annuler le but à cause de la main. L'arbitre consulte son assistant et valide le but. Hors de lui, Wallet quitte le terrain et rentre au vestiaire,,,. Il reviendra peu avant la fin, au moment où le Racing inscrit le but du 3-1.
L'Amiens AC est éliminé, et se sent volé. Dans le vestiaire, Paul Nicolas s’exclame « mes petits, nous avons perdu aujourd’hui une belle occasion de serrer la main au président de la République ! »,. Le Progrès de la Somme parle de « tragédie ».

#### Dernier quart de finale avant... 67 ans (1930-1937)
| Édition   | Div. | Tour            | Dernier adversaire      | Lieu | Score   |
| --------- | ---- | --------------- | ----------------------- | ---- | ------- |
| 1930-1931 | A1   | Quart de finale | SO montpelliérains (A1) | N    | 1–2     |
| 1931-1932 | A1   | 8e de finale    | OGC Nice (A1)           | N    | 4–6     |
| 1932-1933 | A1   | 16e de finale   | RC Strasbourg (A1)      | N    | 3–4     |
| 1933-1934 | 2    | Quart de finale | FC Sète (1)             | N    | 0–3     |
| 1934-1935 | 2    | 16e de finale   | Red Star Olympique (1)  | N    | 1–1 0–1 |
| 1935-1936 | 2    | 8e de finale    | Red Star Olympique (1)  | N    | 1–3     |
| 1936-1937 | 2    | 32e de finale   | RC Arras (3)            | E    | 0–1     |

Après la frustration de l'élimination en demi-finale, l'Amiens AC repart à la conquête de la Coupe lors de l'édition 1930-1931. En 32e et en 16e de finale, la club passe des 11-1 et 10-0 records au SC Sélestat et à l'USA Clichy, avec à chaque fois un quadruplé de Roland Balavoine et un triplé de Paul Nicolas. Après avoir éliminé l'Iris Club lillois, l'Amiens AC reprend le chemin du stade olympique Yves-du-Manoir à Colombes pour affronter en quart de finale les Sports olympiques
montpelliérains, vainqueurs de la Coupe 2 ans plus tôt. Comme l’année précédente, un train spécial conduit joueurs et supporters vers la capitale. Battus 2-1, l'aventure s’arrête une nouvelle fois à Colombes pour les Amiénois.
Lors de l'édition 1931-1932, l'Amiens AC arrive jusqu'en 8e de finale. Opposé à l'OGC Nice, le match a lieu à Marseille au stade de l'Huveaune, comme sept ans plus tôt, quand le club avait disputé son premier quart de finale de Coupe. De cette équipe, il ne reste que l’éternel Urbain Wallet, qui finit sa carrière au poste d'ailier droit. Dans un match spectaculaire, les Amiénois s'inclinent 6-4.
Cette élimination, à l'aube du professionnalisme instauré en 1932, marque la fin de l'âge d'or de l'Amiens AC, qui aura atteint au moins les 8e de finale à huit reprises sur la période 1922-1932. Malgré deux titres de champion du Nord en 1924 et 1927, et un titre de vice-champion de France en 1927, l'Amiens AC n'aura jamais réussi à atteindre la finale malgré une équipe compétitive. Les « glorieux anciens » comme Paul Nicolas, Georges Taisne, Marcel Braun ou Urbain Wallet quittent petit à petit l'équipe, laissant leur place aux joueurs professionnels à partir de 1933.
Après une élimination en 16e de finale lors de l'édition 1932-1933, la première équipe professionnelle de l'Amiens AC, qui évolue en deuxième division, atteint pour une cinquième fois en 10 ans les quarts de finale lors de l'édition 1933-1934. Ce sera la dernière fois avant l'l'édition 2000-2001, soit un trou de 67 ans. Les Amiénois, qui ont éliminé en chemin pour la première fois de leur histoire un club de première division, le Cercle athlétique de Paris, tombent 0-3 face au Football Club de Sète, qui réussira, trois mois plus tard, le premier doublé Coupe-championnat de l’histoire du football français.
L'Amiens AC est éliminé lors de l'édition 1934-1935, en janvier 1935 par le Red Star Olympique après un double affrontement. L'événement de la confrontation est bien le retour de Paul Nicolas, 34 ans, qui avait arrêté sa carrière en fin de saison 1932-1933, mais qui profite d'affronter le club avec qui il a remporté quatre fois la Coupe dans les années 1920 pour faire ses adieux à la compétition, lui qui est alors recordman des victoires en Coupe de France. L'édition suivante, après une nouvelle qualification face à un club de première division, le Club des sports de Metz, le Red Star Olympique élimine une nouvelle fois l'Amiens AC, en 8e de finale. C'est la quatrième fois en quinze ans que les Parisiens éliminent les Picards.
Lors de l'édition 1936-1937, pour de sa dernière saison professionnelle d'avant-guerre, l'Amiens AC est éliminé dès son entrée en 32e de finale par le RC Arras. Pour la première fois depuis 14 ans, le club ne voit même pas les 16e de finale.

### Période sans résultats probants (1937-1998)

#### Éliminations régulières en32ede finale (1937-1952)
| Édition   | Div. | Tour             | Dernier adversaire         | Lieu | Score |
| --------- | ---- | ---------------- | -------------------------- | ---- | ----- |
| 1938-1939 | A2   | 32e de finale    | FC Metz (1)                | D    | 0–1   |
| 1939-1940 | –    | 32e de finale    | SC fivois (–)              | D    | 4–5   |
| 1941-1942 | –    | 8e de finale (O) | Stade de Reims (–)         | N    | 0–3   |
| 1942-1943 | –    | 8e de finale (O) | FC Rouen (–)               | N    | 0–4   |
| 1943-1944 | –    | 32e de finale    | EF Rouen-Normandie (–)     | D    | 2–4   |
| 1944-1945 | –    | 32e de finale    | RC lensois (–)             | E    | 0–10  |
| 1945-1946 | 2    | 16e de finale    | AS Cannes-Grasse (1)       | ?    | 0–3   |
| 1946-1947 | 2    | 32e de finale    | FC Nancy (1)               | N    | 1–3   |
| 1947-1948 | 2    | 32e de finale    | SR Colmar (2)              | N    | 0–1   |
| 1948-1949 | 2    | 32e de finale    | FC Sète (1)                | N    | 0–3   |
| 1949-1950 | 2    | 32e de finale    | AS Cannes-Grasse (2)       | N    | 0–1   |
| 1950-1951 | 2    | 32e de finale    | Olympique de Marseille (1) | N    | 0–2   |
| 1951-1952 | 2    | 16e de finale    | RC Paris (1)               | N    | 1–5   |

Redevenu amateur à l'été 1937, l'Amiens AC repart avec de jeunes joueurs amateurs après que les joueurs professionnels ont quitté le club. Les Amiénois sont contraints de passer par les tours préliminaires pour retrouver les 32e de finale. Rapidement éliminés lors de l'édition 1937-1938, l'Amiens AC passe six tours lors de l'édition 1938-1939 pour gagner le droit d'affronter au stade Moulonguet les professionnels du FC Metz, finalistes de l'édition précédente. Clin d’œil au passé, l'Amiens AC aligne dans son équipe trois frères, les Petits, fils d'un des trois frères Petit qui ont fondé le club en 1901. Emmenés par leur vedette Beb Bakhuys, le FC Metz s'impose 1-0 sur un terrain gelé difficilement praticable.
La Coupe de France se maintient tant bien que mal pendant la Seconde Guerre mondiale, avec une organisation modifiée. Lors de l'édition 1939-1940, la compétition commence aux 32e avec des clubs invités, dont l'Amiens AC, qui est éliminé d'entrée 5-4 par le Sporting Club fivois, qui sort de sept saisons de première division. À partir de 1940, la compétition se dispute par zone. Le club ne participe pas à l'édition 1940-1941, puis se fait éliminé deux fois de suite au Parc des Princes en 8e de finale de zone occupée, par le Stade de Reims en 1941-1942 puis par le FC Rouen en 1942-1943. Face aux Rouennais, l'avant centre de l'Amiens AC est Roger Grava, 20 ans, qui commence sa carrière et qui trouvera la mort en 1949 à 27 ans lors de la tragédie de Superga. S'ensuivent deux éditions où le système par zone est abolie et où l'Amiens AC est éliminé en 32e de final : par l'équipe fédérale Rouen-Normandie en 1943-1944 puis par le RC lensois en 1944-1945, par 10-0, pour ce qui est la plus large défaite de l'histoire de l'Amiens AC en Coupe de France.
À la fin de la Guerre, l'Amiens AC retrouve le professionnalisme et la deuxième division pour sept saisons jusqu'en 1952. Disposant de moyens financiers limités, le club reste en deuxième division pendant ces sept saisons, tandis qu'en Coupe, il n’atteint jamais le niveaux des équipes amiénoises des années 1920-1930. Pendant sept éditions, l'Amiens AC, emmené par des joueurs comme Jean Capart, Édouard Harduin ou Pierre Illiet, revenu à Amiens finir sa carrière après y avoir débuté au début des années 1930, se qualifie face aux clubs amateurs mais se fait systématiquement éliminé dès qu'il rencontre un club professionnel, en 16e ou en 32e de finale. Sur la période, le club est éliminé cinq fois par un club de première division : par l'AS Cannes-Grasse en 1945-1946, par le FC Nancy en 1946-1947, par le FC Sète en 1948-1949, par l'Olympique de Marseille en 1950-1951 et par le RC Paris en 1951-1952. L'Amiens est aussi éliminé deux fois par des clubs de sa division : par le SR Colmar en 1947-1948 et de nouveau par l'AS Cannes-Grasse 1949-1950. Si l'Amiens AC ne peut rien le 3 février 1952 face au Racing Club de France, battu 5-1 face au club parisien quintuple vainqueur de l'épreuve, le club s'en sort honorablement le 14 janvier 1951 face à l'Olympique de Marseille, sextuple vainqueur de l'épreuve avec une défaite 2-0 en ayant fait techniquement jeu égal avec l'OM. Le journaliste et ex-international Victor Denis écrira même dans France Football qu'« Amiens a trop bien joué pour vaincre Marseille ».

#### Longue traversée du désert (1952-1998)
| Édition   | Div. | Tour          | Dernier adversaire        | Lieu | Score     |
| --------- | ---- | ------------- | ------------------------- | ---- | --------- |
| 1960-1961 | A1   | 32e de finale | Stade de Reims (1)        | N    | 0–6       |
| 1961-1962 | A2   | 32e de finale | US boulonnaise (2)        | N    | 1–4       |
| 1964-1965 | A1   | 16e de finale | UA Sedan-Torcy (1)        | N    | 1–2       |
| 1967-1968 | A1   | 32e de finale | Entente Chaumont AC (2)   | N    | 2–4       |
| 1969-1970 | A1   | 32e de finale | CA Mantes (A1)            | N    | 1–2       |
| 1971-1972 | 2    | 32e de finale | FC Saint-Louis (?)        | N    | 1–2       |
| 1972-1973 | 2    | 32e de finale | US Valenciennes-Anzin (1) | N    | 0–1       |
| 1973-1974 | 3    | 32e de finale | FC Rouen (2)              | N    | 2–3       |
| 1974-1975 | 2    | 32e de finale | US Valenciennes-Anzin (2) | N    | 0–2       |
| 1975-1976 | 2    | 32e de finale | Stade brestois (2)        | N    | 2–2 (3–5) |
| 1978-1979 | 2    | 16e de finale | Lille OSC (1)             | D E  | 0–2 0–3   |
| 1980-1981 | 3    | 32e de finale | FC Nantes (1)             | N    | 0–1       |
| 1983-1984 | 3    | 32e de finale | FC Nantes (1)             | N    | 1–2       |
| 1984-1985 | 2    | 32e de finale | AS Monaco FC (1)          | N    | 1–2       |
| 1990-1991 | 3    | 32e de finale | US Fécamp (3)             | E    | 1–1 (3–5) |
| 1995-1996 | 2    | 32e de finale | Stade Malherbe Caen (2)   | E    | 2–3       |
| 1996-1997 | 2    | 32e de finale | ES Wasquehal (3)          | E    | 2–2 (3–5) |

L'Amiens AC retourne dans la pyramide amateur en 1952 et redémarre au troisième niveau régional. Pendant huit éditions, jusqu'en 1960, le club doit multiplier les tours préliminaires pour espérer atteindre les 32e de finale, ce qu'il n'arrivera pas à faire, bien que les Amiénois soient remontés dans l'élite amateur dès 1957. Lors de l'édition 1958-1959, l'Amiens AC connait même sa première élimination « surprise » en étant éliminé par le Stade héninois qui évolue deux divisions en dessous d'Amiens.
Lors de l'édition 1960-1961, l'Amiens AC atteint enfin les 32e de finale pour la première fois depuis 9 ans. Ce sera le dernier match du club en Coupe sous le nom d'Amiens Athlétic Club. Pour l'occasion, le tirage au sort offre aux Amiénois le grand Stade de Reims, récent double finaliste de la Coupe des Clubs champions, dont le palmarès national depuis 1949 se compose de cinq championnats et de deux Coupes. L'événement a lieu le 15 janvier 1961 à Boulogne-sur-Mer. Le Stade de Reims aligne sa meilleure équipe, composée de dix internationaux, dont six qui ont joué le 30 octobre 1960 face à la Suède ; elle se compose notamment du gardien Dominique Colonna, des défenseurs Bruno Rodzik et Jean Wendling, et de ses redoutables attaquants Raymond Kopa, Jean Vincent et Roger Piantoni. L'Amiens AC est sans surprise nettement battu par 6-0, mais le capitaine amiénois Jacques Falize gardera toute sa vie en mémoire d'avoir serré la main avant le coup d'envoi à la légende Raymond Kopa.
Jusqu'au retour de l'Amiens SC en deuxième division à la suite de la grande réforme des championnats de 1970, le club n'atteint qu'une fois les 16e de finale, lors de l'édition 1964-1965, éliminé par l'UA Sedan-Torcy, club de première division. En 32e de finale, l'Amiens SC, toujours amateur, avait réalisé sa première surprise en Coupe, éliminant les professionnels de l'US boulonnaise, alors en deuxième division.
Entre 1970 et 1998, alors que l'Amiens SC évolue régulièrement en deuxième division et retrouve le professionnalisme en 1991, les mauvais parcours s'enchainent. Les Amiénois, régulièrement éliminés lors des tours préliminaires, ne décrochent qu'un nouveau 16e de finale lors de l'édition 1978-1979 face au Lille OSC, club de Division 1. Le réglement ayant évolué depuis 1973 en matchs aller-retour à partir des 16e de finale, ce tour est une occasion unique pour le public amiénois de revoir un match de tour principal de Coupe de France au stade Moulonguet, ce qui n'est plus arrivé depuis décembre 1943. Le 10 mars 1979, l'Amiens SC est battu 0-2 à domicile, puis perd le match retour à Lille.
Malgré les mauvais parcours, l'Amiens SC à dans les années 1980 par trois fois l'occasion d'affronter en 32e de finale deux des meilleurs clubs de France de l'époque, à savoir le FC Nantes, lors des éditions 1980-1981 et 1983-1984, alors que les Nantais sont les deux fois champions de France en titre, puis l'AS Monaco FC lors de l'édition 1984-1985, finaliste en titre qui ajoutera en fin de saison une quatrième Coupe de France à son palmarès. Les trois fois, l'Amiens SC ne s'incline que d'un but sur terrain neutre.
L'élimination en tour préliminaire lors de l'édition 1997-1998 cloture une longue période de 62 éditions où le club n'a jamais atteint les 8e de finale, pour seulement quatre 16e de finale, en 1946, 1952, 1965 et 1979.

### Renouveau en Coupe et première finale (1998-2008)

#### Retour en8ede finale (1998-2000)
| Édition   | Div. | Tour         | Dernier adversaire  | Lieu | Score |
| --------- | ---- | ------------ | ------------------- | ---- | ----- |
| 1998-1999 | 2    | 8e de finale | CS Sedan (2)        | D    | 1–2   |
| 1999-2000 | 2    | 8e de finale | Nîmes Olympique (2) | E    | 0–2   |

L'Amiens SC, alors en Division 2, se qualifie pour les 32e de finale lors de l'édition 1998-1999, face à l'AS Monaco FC. Six mois après la victoire de la France en Coupe du monde, les Monégasques alignent en attaque David Trezeguet tandis sur Fabien Barthez, l'autre champion du monde du club, ne joue pas le match. Cette rencontre, jouée le 23 janvier 1999, fera partie des grands matchs de l'histoire de l'Amiens SC. Alors que le score est de 1-1, l'AS Monaco FC est réduite à dix à la demi-heure de jeu puis à neuf à l'heure de jeu. Les deux équipes vont aux tirs-au-but. Le jeune Julien Lachuer, qui dispute son premier match avec l'Amiens SC alors qu'il est gardien remplaçant depuis deux saisons et demis, arrête la tentative du Monégasque Uliano Courville. Les Amiénois se qualifient 5-4 aux tirs-au-but,.
En 16e de finale, l'Amiens SC élimine une nouvelle fois un club de Division 1, Le Havre AC, avant d'être éliminé en 8e de finale par le CS Sedan, autre club de Division 2 et futur finaliste, pour ce qui est le dernier match de l'Amiens SC en Coupe au stade Moulonguet. Ce parcours est marquant à plus d'un titre car c'est la première fois depuis l'édition 1935-1936 que l'Amiens SC se qualifie pour les 8e de finale, élimine un club de première division, et remporte un match de tour principal de Coupe au stade Moulonguet.
Le club réédite la même performance lors de l'édition 1999-2000. Les Amiénois éliminent un nouveau club de Division 1, l'Association de la jeunesse auxerroise en 32e de finale, pour le premier match de Coupe du club au stade de la Licorne, avant d'être éliminés en 8e de finale par Nîmes Olympique. Malgré ces bonnes performances, l'Amiens SC descend en championnat en troisième division (National).

#### L'Amiens SC en finale (2000-2001)
| Édition   | Div. | Tour   | Dernier adversaire | Lieu | Score     |
| --------- | ---- | ------ | ------------------ | ---- | --------- |
| 2000-2001 | 3    | Finale | RC Strasbourg (1)  | N    | 0–0 (4–5) |

L'Amiens SC démarre l'édition 2000-2001 au 5e tour. Il s'agit alors du premier match d'une série historique de neuf qualifications consécutives, qui va mener le club picard en finale de la Coupe de France pour la première fois de son histoire.
L'aventure démarre dans l'Oise à Bresles, où l'Amiens SC élimine très facilement l'US bresloise, club de District, par 15-1. Le point noir est la grave blessure du gardien Philippe Poil, 168 matchs avec le club depuis 1995, qui doit mettre un terme à sa carrière à 32 ans. Le club élimine ensuite à domicile l'Olympique saint-quentinois (2-0), club de CFA (4e division), devant seulement 300 spectateurs, puis l'US nœuxoise, 3-0, à Nœux-les-Mines.

#### Vers une nouvelle demi-finale (2001-2008)
| Édition   | Div. | Tour            | Dernier adversaire         | Lieu | Score |
| --------- | ---- | --------------- | -------------------------- | ---- | ----- |
| 2001-2002 | 2    | 8e de finale    | Nîmes Olympique (2)        | D    | 0–2   |
| 2002-2003 | 2    | 16e de finale   | FC Martigues (3)           | E    | 0–1   |
| 2003-2004 | 2    | Quart de finale | Dijon Football (3)         | D    | 0–1   |
| 2005-2006 | 2    | 16e de finale   | Stade brestois (2)         | E    | 0–2   |
| 2006-2007 | 2    | 16e de finale   | FC Nantes (1)              | D    | 1–3   |
| 2007-2008 | 2    | Demi-finale     | Paris Saint-Germain FC (1) | D    | 0–1   |

## Résultats détaillés
Sources :fff.fr et footballenfrance.fr

### Phase finale
| Édition   | Div. | 32e de finale                        | 16e de finale                           | 8e de finale                                | Quart de finale                | Demi-finale                       | Finale                            |
| --------- | ---- | ------------------------------------ | --------------------------------------- | ------------------------------------------- | ------------------------------ | --------------------------------- | --------------------------------- |
| 1917-1918 | -    | non participant                      |                                         |                                             |                                |                                   |                                   |
| 1918-1919 | -    | non participant                      |                                         |                                             |                                |                                   |                                   |
| 1919-1920 | -    | non participant                      |                                         |                                             |                                |                                   |                                   |
| 1920-1921 | A2   | non qualifié                         |                                         |                                             |                                |                                   |                                   |
| 1921-1922 | A2   | AS française (D, 2-1)                | A1 FC Cette (disqualifié)               | Red Star AC (N, 0-4)                        |                                |                                   |                                   |
| 1922-1923 | A2   | US quevillaise (D, 0-3)              |                                         |                                             |                                |                                   |                                   |
| 1923-1924 | A1   | SC Choisy-le-Roi (?, 2-1)            | A1 FC rouennais (E, 0-1)                |                                             |                                |                                   |                                   |
| 1924-1925 | A1   | Standard AC (E, 0-2 ; D, 4-1)        | A1 CA messin (E, 3-0)                   | SC nîmois (N, 1-0)                          | A1 FC Cette (N, 0-1)           |                                   |                                   |
| 1925-1926 | A1   | A1 FC Bischwiller (D, 2-1)           | Stade quimpérois (N, 2-1)               | A1 FC rouennais (N, 1-7)                    |                                |                                   |                                   |
| 1926-1927 | A1   | CA XIVe (D, 5-2)                     | US quevillaise (E, 0-2)                 |                                             |                                |                                   |                                   |
| 1927-1928 | A1   | CA Sports généraux (E, 3-2)          | Stade rennais UC (D, 7-3)               | A1 Olympique de Marseille (N, 4-4 ; N, 3-2) | A1 Red Star Olympique (N, 3-4) |                                   |                                   |
| 1928-1929 | A1   | CA Enghien-Ermont (E, 4-1)           | Le Havre AC (N, 3-1)                    | A1 US boulonnaise (N, 0-1)                  |                                |                                   |                                   |
| 1929-1930 | A1   | JA Saint-Ouen (E, 4-1)               | A1 RC Arras (E, 2-0)                    | A1 RC roubaisien (N, 1-0)                   | A1 UR Dunkerque-Malo (N, 2-1)  | A1 RC France (N, 1-1 ; N 1-3)     |                                   |
| 1930-1931 | A1   | SC Sélestat (D, 11-1)                | USA Clichy (N, 10-0)                    | A1 Iris Club lillois (N, 2-0)               | A1 SO montpelliérains (N, 1-2) |                                   |                                   |
| 1931-1932 | A1   | CA aaint-aubinois (D, 8-1)           | A1 SO montpelliérains (N, 3-2)          | A1 OGC Nice (N, 4-6)                        |                                |                                   |                                   |
| 1932-1933 | A1   | CA Vitry (D, 2-0)                    | A1 RC Strasbourg (N, 3-4)               |                                             |                                |                                   |                                   |
| 1933-1934 | 2    | Énergie troyenne (D, 2-0)            | RC lensois (N, 5-0)                     | 1 CA Paris (N, 4-1)                         | 1 FC Sète (N, 0-3)             |                                   |                                   |
| 1934-1935 | 2    | SC Ouest (D, 4-0)                    | 1 Red Star Olympique (N, 1-1 ; N, 0-1)  |                                             |                                |                                   |                                   |
| 1935-1936 | 2    | ASSB Oignies (D, 7-1)                | 1 CS Metz (N, 2-1)                      | 1 Red Star Olympique (N, 1-3)               |                                |                                   |                                   |
| 1936-1937 | 2    | 3 RC Arras (E, 0-1)                  |                                         |                                             |                                |                                   |                                   |
| 1937-1938 | A2   | non qualifié                         |                                         |                                             |                                |                                   |                                   |
| 1938-1939 | A2   | 1 FC Metz (D, 0-1)                   |                                         |                                             |                                |                                   |                                   |
| 1939-1940 | -    | SC fivois (D, 4-5)                   |                                         |                                             |                                |                                   |                                   |
| 1940-1941 | -    | non participant                      |                                         |                                             |                                |                                   |                                   |
| 1941-1942 | -    | ?                                    | ?                                       | Stade de Reims (N, 0-3)                     |                                |                                   |                                   |
| 1942-1943 | -    | ?                                    | ?                                       | FC Rouen (N, 0-4)                           |                                |                                   |                                   |
| 1943-1944 | -    | EF Rouen-Normandie (D, 2-4)          |                                         |                                             |                                |                                   |                                   |
| 1944-1945 | -    | RC lensois (E, 0-10)                 |                                         |                                             |                                |                                   |                                   |
| 1945-1946 | 2    | A1 AS française Le Perreux (?, 3-0)  | 1 AS Cannes-Grasse (?, 0-3)             |                                             |                                |                                   |                                   |
| 1946-1947 | 2    | 1 FC Nancy (N, 1-3)                  |                                         |                                             |                                |                                   |                                   |
| 1947-1948 | 2    | 2 SR Colmar (N, 0-1)                 |                                         |                                             |                                |                                   |                                   |
| 1948-1949 | 2    | 1 FC Sète (N, 0-3)                   |                                         |                                             |                                |                                   |                                   |
| 1949-1950 | 2    | 2 AS Cannes-Grasse (N, 0-1)          |                                         |                                             |                                |                                   |                                   |
| 1950-1951 | 2    | 1 Olympique de Marseille (N, 0-2)    |                                         |                                             |                                |                                   |                                   |
| 1951-1952 | 2    | FC Scionzier (N, 4-0)                | 1 RC Paris (N, 1-5)                     |                                             |                                |                                   |                                   |
| 1952-1953 | A3   | non qualifié                         |                                         |                                             |                                |                                   |                                   |
| 1953-1954 | A3   | non qualifié                         |                                         |                                             |                                |                                   |                                   |
| 1954-1955 | A2   | non qualifié                         |                                         |                                             |                                |                                   |                                   |
| 1955-1956 | A2   | non qualifié                         |                                         |                                             |                                |                                   |                                   |
| 1956-1957 | A2   | non qualifié                         |                                         |                                             |                                |                                   |                                   |
| 1957-1958 | A1   | non qualifié                         |                                         |                                             |                                |                                   |                                   |
| 1958-1959 | A1   | non qualifié                         |                                         |                                             |                                |                                   |                                   |
| 1959-1960 | A1   | non qualifié                         |                                         |                                             |                                |                                   |                                   |
| 1960-1961 | A1   | 1 Stade de Reims (N, 0-6)            |                                         |                                             |                                |                                   |                                   |
| 1961-1962 | A2   | 2 US boulonnaise (N, 1-4)            |                                         |                                             |                                |                                   |                                   |
| 1962-1963 | A2   | non qualifié                         |                                         |                                             |                                |                                   |                                   |
| 1963-1964 | A1   | non qualifié                         |                                         |                                             |                                |                                   |                                   |
| 1964-1965 | A1   | 2 US boulonnaise (N, 2-1)            | 1 UA Sedan-Torcy (N, 1-2)               |                                             |                                |                                   |                                   |
| 1965-1966 | A1   | non qualifié                         |                                         |                                             |                                |                                   |                                   |
| 1966-1967 | A1   | non qualifié                         |                                         |                                             |                                |                                   |                                   |
| 1967-1968 | A1   | 2 Entente Chaumont AC (N, 2-4)       |                                         |                                             |                                |                                   |                                   |
| 1968-1969 | A1   | non qualifié                         |                                         |                                             |                                |                                   |                                   |
| 1969-1970 | A1   | A1 CA Mantes (N, 1-2)                |                                         |                                             |                                |                                   |                                   |
| 1970-1971 | 2    | non qualifié                         |                                         |                                             |                                |                                   |                                   |
| 1971-1972 | 2    | FC Saint-Louis (N, 1-2)              |                                         |                                             |                                |                                   |                                   |
| 1972-1973 | 2    | 1 US Valenciennes-Anzin (N, 0-1)     |                                         |                                             |                                |                                   |                                   |
| 1973-1974 | 3    | 2 FC Rouen (N, 2-3)                  |                                         |                                             |                                |                                   |                                   |
| 1974-1975 | 2    | 2 US Valenciennes-Anzin (N, 0-2)     |                                         |                                             |                                |                                   |                                   |
| 1975-1976 | 2    | 2 Stade brestois (N, 2-2, 3-5 tab)   |                                         |                                             |                                |                                   |                                   |
| 1976-1977 | 2    | non qualifié                         |                                         |                                             |                                |                                   |                                   |
| 1977-1978 | 3    | non qualifié                         |                                         |                                             |                                |                                   |                                   |
| 1978-1979 | 2    | 2 FC Rouen (N, 3-1)                  | 1 Lille OSC (D, 0-2 ; E, 0-3)           |                                             |                                |                                   |                                   |
| 1979-1980 | 3    | non qualifié                         |                                         |                                             |                                |                                   |                                   |
| 1980-1981 | 3    | 1 FC Nantes (N, 0-1)                 |                                         |                                             |                                |                                   |                                   |
| 1981-1982 | 3    | non qualifié                         |                                         |                                             |                                |                                   |                                   |
| 1982-1983 | 3    | non qualifié                         |                                         |                                             |                                |                                   |                                   |
| 1983-1984 | 3    | 1 FC Nantes (N, 1-2)                 |                                         |                                             |                                |                                   |                                   |
| 1984-1985 | 2    | 1 AS Monaco FC (N, 1-2)              |                                         |                                             |                                |                                   |                                   |
| 1985-1986 | 3    | non qualifié                         |                                         |                                             |                                |                                   |                                   |
| 1986-1987 | 2    | non qualifié                         |                                         |                                             |                                |                                   |                                   |
| 1987-1988 | 3    | non qualifié                         |                                         |                                             |                                |                                   |                                   |
| 1988-1989 | 4    | non qualifié                         |                                         |                                             |                                |                                   |                                   |
| 1989-1990 | 4    | non qualifié                         |                                         |                                             |                                |                                   |                                   |
| 1990-1991 | 3    | 3 US Fécamp (E, 1-1, 3-5 tab)        |                                         |                                             |                                |                                   |                                   |
| 1991-1992 | 2    | non qualifié                         |                                         |                                             |                                |                                   |                                   |
| 1992-1993 | 2    | non qualifié                         |                                         |                                             |                                |                                   |                                   |
| 1993-1994 | 3    | non qualifié                         |                                         |                                             |                                |                                   |                                   |
| 1994-1995 | 2    | non qualifié                         |                                         |                                             |                                |                                   |                                   |
| 1995-1996 | 2    | 2 Stade Malherbe Caen (E, 2-3)       |                                         |                                             |                                |                                   |                                   |
| 1996-1997 | 2    | 3 ES Wasquehal (E, 2-2, 3-5 tab)     |                                         |                                             |                                |                                   |                                   |
| 1997-1998 | 2    | non qualifié                         |                                         |                                             |                                |                                   |                                   |
| 1998-1999 | 2    | 1 AS Monaco FC (D, 1-1, 5-4 tab)     | 1 Le Havre AC (D, 1-0)                  | 2 CS Sedan (D, 1-2)                         |                                |                                   |                                   |
| 1999-2000 | 2    | 1 AJ auxerroise (D, 1-0)             | 2 Stade lavallois FC (D, 1-1, 5-3 tab)  | 2 Nîmes Olympique (E, 0-2)                  |                                |                                   |                                   |
| 2000-2001 | 3    | 8 ES lambrésienne (E, 2-0)           | 1 Stade rennais FC (D, 3-1)             | 2 Le Mans UC (D, 0-0, 4-2 tab)              | 3 Stade de Reims (D, 1-0)      | 1 ES Troyes (D, 0-0, 4-2 tab)     | 1 RC Strasbourg (N, 0-0, 4-5 tab) |
| 2001-2002 | 2    | 4 Trélissac FC (E, 1-0)              | 7 FC Issy-les-Moulineaux (E, 1-0)       | 2 Nîmes Olympique (D, 0-2)                  |                                |                                   |                                   |
| 2002-2003 | 2    | 1 Montpellier HSC (D, 5-3 ap)        | 3 FC Martigues (E, 0-1)                 |                                             |                                |                                   |                                   |
| 2003-2004 | 2    | 4 FC mantois (E, 3-0)                | 5 Stade plabennécois (D, 3-0)           | 2 Stade Malherbe Caen (D, 1-0)              | 3 Dijon Football (D, 0-1)      |                                   |                                   |
| 2004-2005 | 2    | non qualifié                         |                                         |                                             |                                |                                   |                                   |
| 2005-2006 | 2    | 5 Stade plabennécois (D, 2-0)        | 2 Stade brestois (E, 0-2)               |                                             |                                |                                   |                                   |
| 2006-2007 | 2    | 2 Grenoble Foot (D, 3-0)             | 1 FC Nantes (D, 1-3)                    |                                             |                                |                                   |                                   |
| 2007-2008 | 2    | 2 En avant de Guingamp (D, 2-1)      | 4 Gazélec FC Ajaccio (D, 1-0)           | 3 AC arlésien (D, 1-1, 4-2 tab)             | 2 Dijon Football (D, 1-0)      | 1 Paris Saint-Germain FC (D, 0-1) |                                   |
| 2008-2009 | 2    | non qualifié                         |                                         |                                             |                                |                                   |                                   |
| 2009-2010 | 3    | 1 AJ auxerroise (D, 0-1)             |                                         |                                             |                                |                                   |                                   |
| 2010-2011 | 3    | 2 US Boulogne (E, 2-2, 4-5 tab)      |                                         |                                             |                                |                                   |                                   |
| 2011-2012 | 2    | non qualifié                         |                                         |                                             |                                |                                   |                                   |
| 2012-2013 | 3    | non qualifié                         |                                         |                                             |                                |                                   |                                   |
| 2013-2014 | 3    | non qualifié                         |                                         |                                             |                                |                                   |                                   |
| 2014-2015 | 3    | 5 FC Bressuire (E, 1-2)              |                                         |                                             |                                |                                   |                                   |
| 2015-2016 | 3    | non qualifié                         |                                         |                                             |                                |                                   |                                   |
| 2016-2017 | 2    | non qualifié                         |                                         |                                             |                                |                                   |                                   |
| 2017-2018 | 1    | 2 FC Sochaux-Montbéliard (E, 0-6)    |                                         |                                             |                                |                                   |                                   |
| 2018-2019 | 1    | 2 Valenciennes FC (D, 1-0)           | 1 Olympique lyonnais (D, 0-2)           |                                             |                                |                                   |                                   |
| 2019-2020 | 1    | 1 Stade rennais FC (E, 0-0, 4-5 tab) |                                         |                                             |                                |                                   |                                   |
| 2020-2021 | 2    | 1 FC Metz (D, 1-2)                   |                                         |                                             |                                |                                   |                                   |
| 2021-2022 | 2    | 2 En Avant de Guingamp (E, 3-2)      | 5 ESA Linas-Montlhéry (E, 3-3, 4-3 tab) | 2 AS Nancy lorraine (E, 2-0)                | 1 AS Monaco FC (E, 0-2)        |                                   |                                   |
| 2022-2023 | 2    | 5 ES thaonnaise (E, 0-0, 2-4 tab)    |                                         |                                             |                                |                                   |                                   |
| 2023-2024 | 2    | 1 Montpellier HSC (D, 1–2)           |                                         |                                             |                                |                                   |                                   |
| 2024-2025 | 2    | 5 ES thaonnaise (E, 1–2)             |                                         |                                             |                                |                                   |                                   |
| 2025-2026 | 2    | ' [[]] ()                            |                                         |                                             |                                |                                   |                                   |

### Tours préliminaires
| Édition   | N  | 1er tour                        | 2e tour                               |                                     |                                               |
| 1920-1921 |    | SC Tourcoing (D, 1-2)           |                                       |                                     |                                               |
| Édition   | N  | 1er tour                        | 2e tour                               | 3e tour                             |                                               |
| 1921-1922 | 3  |                                 |                                       |                                     |                                               |
| Édition   | N  | 3e tour                         | 4e tour                               | 5e tour                             | 6e tour                                       |
| 1957-1958 | 3  |                                 |                                       |                                     | non qualifié                                  |
| 1958-1959 | 3  |                                 |                                       |                                     | non qualifié                                  |
| 1959-1960 | 3  |                                 |                                       |                                     |                                               |
| 1960-1961 | 3  |                                 |                                       |                                     |                                               |
| 1961-1962 | DH |                                 |                                       |                                     |                                               |
| 1962-1963 | DH |                                 | L SC Abbeville (D, 2-3 ap)            |                                     |                                               |
| 1963-1964 | 3  |                                 |                                       |                                     | 2 Lille OSC (D, 0-1)                          |
| 1964-1965 | 3  |                                 |                                       |                                     | L Le Touquet AC (D, 0-0 ; E, 2-2 ap ; D, 5-1) |
| 1965-1966 | 3  |                                 |                                       |                                     | non qualifié                                  |
| 1966-1967 | 3  |                                 |                                       |                                     | non qualifié                                  |
| 1967-1968 | 3  |                                 |                                       |                                     | L US nœuxoise (D, 3-0)                        |
| 1968-1969 | 3  |                                 |                                       | Stade béthunois                     | DH CO Roubaix-Tourcoing (D, 1-2)              |
| 1969-1970 | 3  |                                 |                                       |                                     | L Saint-Cloud (D, 2-1)                        |
| 1970-1971 | 2  |                                 |                                       |                                     | non qualifié                                  |
| 1971-1972 | 2  |                                 |                                       |                                     | DH Amicale M-A (D, 3-1)                       |
| Édition   | N  | 4e tour                         | 5e tour                               | 6e tour                             | 7e tour                                       |
| 1972-1973 | 2  |                                 |                                       |                                     | 3 AS Aulnoye (D, 1-0)                         |
| 1973-1974 | 3  |                                 |                                       |                                     | 3 CA Lisieux (E, 2-1)                         |
| 1974-1975 | 2  |                                 |                                       |                                     | L Sainte-Geneviève (D, 3-2)                   |
| 1975-1976 | 2  |                                 |                                       |                                     | DH Béthunez (D, 4-0)                          |
| 1976-1977 | 2  |                                 |                                       |                                     | 3 AS Poissy (E, 0-1)                          |
| 1977-1978 | 3  |                                 |                                       |                                     | non qualifié                                  |
| 1978-1979 | 2  |                                 |                                       |                                     | 3 SC Douai (D, 1-0)                           |
| 1979-1980 | 3  |                                 |                                       |                                     | non qualifié                                  |
| 1980-1981 | 3  |                                 |                                       |                                     | DH Saint-Denis FC (D, 3-1 ap)                 |
| 1981-1982 | 3  |                                 |                                       |                                     | non qualifié                                  |
| 1982-1983 | 3  |                                 |                                       |                                     | 2 SC Abbeville (E, 1-2)                       |
| 1983-1984 | 3  |                                 |                                       |                                     | DH Monfort (D, 3-0)                           |
| Édition   | N  | 5e tour                         | 6e tour                               | 7e tour                             | 8e tour                                       |
| 1984-1985 | 2  |                                 |                                       |                                     | 3 US Saint-Omer (D, 1-0)                      |
| 1985-1986 | 3  |                                 |                                       |                                     | non qualifié                                  |
| 1986-1987 | 2  |                                 |                                       |                                     | non qualifié                                  |
| 1987-1988 | 3  |                                 |                                       |                                     | non qualifié                                  |
| 1988-1989 | 4  |                                 |                                       |                                     | non qualifié                                  |
| 1989-1990 | 4  |                                 |                                       |                                     | 2 US Orléans (D, 2-3 ap)                      |
| 1990-1991 | 3  |                                 |                                       |                                     | DH Césaire (E, 6-2)                           |
| 1991-1992 | 2  |                                 |                                       |                                     | 2 US Dunkerque (D, 0-0, 3-5 tab)              |
| 1992-1993 | 2  |                                 |                                       |                                     | 2 US Créteil (E, 1-2 ap)                      |
| 1993-1994 | 3  |                                 |                                       |                                     | non qualifié                                  |
| 1994-1995 | 2  |                                 |                                       |                                     | 3 US Fécamp (E, 1-2)                          |
| 1995-1996 | 2  | -                               | -                                     | 2 AS Red Star (E, 2-1 ap)           | DH US Crépy-en-Valois (E, 5-0)                |
| 1996-1997 | 2  | -                               | -                                     | DH Fives Lille (E, 1-0)             | DH ASPTT Caen (E, 2-0)                        |
| 1997-1998 | 2  | -                               | -                                     | 2 AS Beauvais (E, 1-3)              |                                               |
| 1998-1999 | 2  | -                               | -                                     | 5 SC Tinqueux (E, 4-2 ap)           | L Montigny (E, 2-1 ap)                        |
| 1999-2000 | 2  | -                               | -                                     | L Fives Lille (E, 2-0)              | DH US Chantilly (E, 2-0 ap)                   |
| 2000-2001 | 3  | ? US bresloise (E, 15-1)        | 4 Olympique saint-quentinois (D, 2-0) | L US nœuxoise (E, 3-0)              | 2 AS Beauvais (D, 1-0)                        |
| 2001-2002 | 2  | -                               | -                                     | -                                   | -                                             |
| 2002-2003 | 2  | -                               | -                                     | 5 SC Douai (E, 2-1)                 | DH US Gravelines (E, 3-1 ap)                  |
| 2003-2004 | 2  | -                               | -                                     | 2 CS Sedan (D, 1-0)                 | 3 AS Beauvais (D, 2-1)                        |
| 2004-2005 | 2  | -                               | -                                     | 5 US Ivry (D, 4-1)                  | DH Olympique de Saumur (E, 0-2)               |
| 2005-2006 | 2  | -                               | -                                     | 3 US Boulogne (D, 2-1)              | 2 CS Sedan (D, 1-1, 4-1 tab)                  |
| 2006-2007 | 2  | -                               | -                                     | L AS Etaples (E, 7-0)               | 5 US Avranches (E, 3-0)                       |
| 2007-2008 | 2  | -                               | -                                     | L Raismes-Vicoigne (E, 7-0)         | 5 FC Mantes (D, 0-0, 3-1 tab)                 |
| 2008-2009 | 2  | -                               | -                                     | DH US Saint-Omer (E, 0-1)           |                                               |
| 2009-2010 | 3  | 9 Saint-Valéry Baie FC (E, 6-0) | 6 US Chevrières (E, 3-0)              | 9 US Roissy-en-Brie (D, 7-1)        | 5 Avion (D, 2-1 ap)                           |
| 2010-2011 | 3  | 7 Ribécourt (E, 4-0)            | 6 AFC Creil (E, 0-0, 4-3 tab)         | 6 US Chauny (E, 2-0)                | 5 Marck AS (E, 2-1 ap)                        |
| 2011-2012 | 2  | -                               | -                                     | 5 CA Pontarlier (E, 1-3)            |                                               |
| 2012-2013 | 3  | 7 US Chevrières (E, 2-1 ap)     | 4 AS Beauvais (D, 2-2, 3-5 tab)       |                                     |                                               |
| 2013-2014 | 3  | 9 Mers AC (E, 6-0)              | 6 US Chantilly (E, 1-1, 6-7 tab)      |                                     |                                               |
| 2014-2015 | 3  | 8 Montdidier AC (E, 6-1)        | 6 AFC Compiègne (E, 2-0)              | 6 Stade béthunois (E, 2-1)          | 7 CS Meaux Academy (E, 3-1 ap)                |
| 2015-2016 | 3  | 7 SC Abbeville (E, 1-0)         | 6 ASP Nesle (E, 4-2)                  | 5 Marck AS (E, 1-2)                 |                                               |
| 2016-2017 | 2  | -                               | -                                     | 3 FC Chambly (D, 0-2)               |                                               |
| 2017-2018 | 1  | -                               | -                                     | -                                   | -                                             |
| 2018-2019 | 1  | -                               | -                                     | -                                   | -                                             |
| 2019-2020 | 1  | -                               | -                                     | -                                   | -                                             |
| 2020-2021 | 2  | -                               | -                                     | -                                   | 2 USL Dunkerque (E, 1-1, 4-2 tab)             |
| 2021-2022 | 2  | -                               | -                                     | 9 ES Anzin-Saint-Aubin (E, 5-0)     | 6 AC Cambrai (E, 4-1)                         |
| 2022-2023 | 2  | -                               | -                                     | 4 FC Chambly Oise (E, 1-1, 5-3 tab) | 6 Aiglon du Lamentin (D, 10-0)                |
| 2023-2024 | 2  | -                               | -                                     | 6 SSEP Hombourg-Haut (E, 3–0)       | 5 ES thaonnaise (E, 1–0)                      |
| 2024-2025 | 2  | -                               | -                                     | 4 FC Fleury (E, 1–1, 5–3 tab)       | 6 Calais Beau Marais (E, 3–0)                 |

### Légende
Le tableau suivant précise la notation utilisée dans les tableaux de résultats suivants. La valeur en italique précédant le club rencontré par l'Amiens SC indique le niveau hiérarchique de ce club, celui des Amiénois étant précisé dans la deuxième colonne. Entre parenthèses sont indiqués le lieu du match et le score (ou les scores si le match à du être rejoué ou si le tour est en format aller/retour), toujours dans le sens de l'Amiens SC.
| Div.                     | Signification |
| ------------------------ | --- |
| 1917-1932                | |
| A1                       | 1er division de Ligue régionale |
| A2+                      | Autres divisions de Ligue régionale ou de District départemental                                                                                             |
| 1932-1971                | |
| Pyramide professionnelle | |
| 1                        | Division nationale (1932-1971) |
| 2                        | Division interrégionale (1933-1971) |
| 3                        | Division régionale (1936-1937) |
| Pyramide amateure        | |
| A1                       | 1er division de Ligue régionale (1932-1948), Division nationale (1948-1971)                                                                                  |
| A2+                      | Autres divisions de Ligue régionale ou de District départemental                                                                                             |
| Après 1971               | |
| 1                        | Division 1 (1971-2002), Ligue 1 (depuis 2002) |
| 2                        | Division 2 (1971-2002), Ligue 2 (depuis 2002) |
| 3                        | Division 3 (1971-1993), National 1 (1993-1997), National (depuis 1997)                                                                                       |
| 4                        | 1er division de Ligue régionale (1971-1978), Division 4 (1978-1993), National 2 (1993-1997), CFA (1997-2017), National 2 (depuis 2017)                       |
| 5                        | 2e division de Ligue régionale (1971-1978), 1er division de Ligue régionale (1978-1993), National 3 (1993-1997), CFA 2 (1997-2017), National 3 (depuis 2017) |
| 6+                       | Autres divisions de Ligue régionale ou de District départemental                                                                                             |

| Notation     | Signification                                             |
|              | qualifié                                                  |
|              | éliminé                                                   |
| non qualifié | ne participe pas au tour                                  |
| D            | match joué à domicile                                     |
| E            | match joué à l'extérieur                                  |
| N            | match joué sur terrain neutre                             |
| ?            | résultat manquant                                         |
| score        | le score indiqué est toujours dans le sens de l'Amiens SC |

## Statistiques

### Records
Les plus larges victoires de l'Amiens SC en phase finale ont été obtenues lors de l'édition 1930-1931, avec des victoires 11-1 contre le SC Sélestat en 32e de finale puis 10-0 contre l'USA Clichy au tour suivant. Sur l'ensemble de la compétition, la plus large victoire connue des amiénois est une victoire 15-1 sur le terrain de Bresles, alors club du district de l'Oise, le 21 octobre 2000 à l'occasion du 5e tour de l'édition 2000-2001, avec notamment des quadruplés de Xavier Chalier et d'Emmanuel Coquelet.
À l'opposé, la plus large défaite du club dans la compétition est une élimination 10-0 sur le terrain du RC Lens lors de l'édition 1944-1945.

### Performances notables
La Coupe de France, de par sa formule, est l'occasion de voir des clubs amateurs éliminer des clubs professionnels. Ces résultats surprenant, qui font le charme de la compétition, sont arrivés plusieurs fois à l'Amiens SC, dans les deux sens.
Le premier club professionnel que les Amiénois éliminent sous statut amateur est l'US Boulogne, club de Division 2, lors des 32e de finale de l'édition 1964-1965, alors que le club évoluait en championnat de France amateur. L'Amiens SC s'impose aussi contre les professionnels du FC Rouen trois buts à un en 32e de finale de l'édition 1978-1979. Cependant, bien que les Amiénois étaient amateurs, les deux clubs évoluaient dans le même groupe de Division 2.
Lors des périodes professionnelles de l'Amiens SC, le club s'est fait éliminer deux fois en phase finale de la compétition par des clubs amateurs de National (troisième niveau). Une première fois aux tirs au but par l'ES Wasquehal lors de l'édition 1996-1997 et une deuxième fois par le Dijon FCO un but à zéro en quart de finale de l'édition 2003-2004. À ces deux éliminations s'ajoute celle contre l'US Fécamp, également club de National, au 8e tour de l'édition 1994-1995. D'autre part, l'Amiens SC s'est fait sortir de la compétition dans les années 2000 et 2010 à plusieurs reprises par des clubs amateurs d'au moins deux niveaux en dessous de celui du club. Alors que l'Amiens SC évoluait en Ligue 2, le CA Pontarlier, club de CFA 2 (cinquième niveau), élimine les Amiénois trois buts à un lors de l'édition 2011-2012, tandis que les clubs de Division d'Honneur (sixième niveau) de l'Olympique de Saumur, de l'US Saint-Omer et de l'US Chantilly sortent le club respectivement lors des éditions 2004-2005, 2008-2009 et 2013-2014. Une nouvelle élimination par un club amateur est à noter lors de l'édition 2012-2013, lors d'un derby contre l'AS Beauvais, alors club de CFA, aux tirs au but.
L'Amiens SC n'ayant jamais participé à la Ligue 1, la Coupe de France est l'occasion pour le club de disputer des matchs officiels contre des équipes de première division. Les Amiénois se sont qualifiés huit fois contre des clubs de Division 1, deux fois dans les années 1930 et huit fois dans les années 2000. La première victoire contre une équipe de Division 1 est obtenue contre le CA Paris en 8e de finale de l'édition 1933-1934. Deux ans plus tard, l'Amiens AC élimine le CS Metz deux buts à un en 16e de finale. Après douze éliminations par des clubs de l'élite, l'Amiens SC retrouve le succès lors des 32e de finale de l'édition 1998-1999. Les Amiénois éliminent l'AS Monaco, alors une des meilleures équipes françaises, aux tirs au but. Au tour suivant, le club réédite la performance en sortant Le Havre AC. L'édition suivante, l'Amiens SC élimine un nouveau club de Division 1, l'AJ Auxerre, grâce à une victoire un but à zéro à domicile. Les deux plus grandes performances du club sont obtenues lors de l'édition 2000-2001, où le club, en National, élimine deux clubs de Division 1. Il s'agit des deux seules victoires de l'Amiens SC en Coupe de France face à des équipes supérieures de deux niveaux. En 16e de finale, les Amiénois éliminent le Stade rennais, puis l'ES Troyes AC en demi-finale. La dernière qualification contre un club de l'élite a été obtenue en 2002-2003 contre le Montpellier HSC, à la suite d'un match à rebondissements gagné cinq buts à trois après prolongations.